# Leucocythere
Leucocythere é um género de crustáceo da família Limnocytheridae.
Este género contém as seguintes espécies:
- Leucocythere helenae